# 1712
Il 1712 (MDCCXII in numeri romani) è un anno bisestile del XVIII secolo.

## Eventi
- In Svezia il mese di febbraio ha 30 giorni per tornare da una proposta di calendario gregoriano al vecchio calendario giuliano.
- In Inghilterra viene inventato il motore a vapore.
- 24 luglio – Battaglia di Denain: Episodio della guerra di successione spagnola, vide la vittoria dell'esercito francese guidato dal maresciallo Claude de Villars contro le forze austro-olandesi del principe Eugenio di Savoia.

## Nati

### Gennaio
- 5 gennaio - Ludwig van Beethoven, tenore tedesco († 1773)
- 17 gennaio - Antonio Sarnelli, pittore italiano († 1800)
- 17 gennaio - John Stanley, compositore e organista britannico († 1786)
- 21 gennaio - Antonio Maria Erba Odescalchi, cardinale italiano († 1762)
- 24 gennaio - Federico II di Prussia, re († 1786)
- 26 gennaio - Jacopo Puccini, compositore e organista italiano († 1781)
- 28 gennaio - Tokugawa Ieshige, militare giapponese († 1761)
- 29 gennaio - Giuseppe Antonio Alberti, ingegnere e agronomo italiano († 1768)

### Febbraio
- 1º febbraio - Konrad Ernst Ackermann, attore teatrale e impresario teatrale tedesco († 1771)
- 12 febbraio - Marie Louise Mignot, letterata e musicista francese († 1790)
- 12 febbraio - Francesco Pettorelli Lalatta, vescovo cattolico italiano († 1788)
- 18 febbraio - Agatino Maria Reggio Statella, arcivescovo cattolico italiano († 1764)
- 22 febbraio - Péter Bod, scrittore e storico ungherese († 1769)
- 22 febbraio - Ottaviano Guasco, scrittore e traduttore italiano († 1781)
- 26 febbraio - Nasir Jang Mir Ahmad, principe indiano († 1750)
- 28 febbraio - Louis-Joseph de Montcalm, generale francese († 1759)
- 29 febbraio - Atike Sultan, principessa ottomana († 1737)

### Marzo
- 10 marzo - Gabriele Maria Di Blasi e Gambacorta, arcivescovo cattolico e teologo italiano († 1767)
- 10 marzo - Girolamo Maria da Caltanissetta, presbitero italiano († 1786)
- 22 marzo - Edward Moore, scrittore e drammaturgo inglese († 1757)
- 24 marzo - Pëtr Grigor'evič Černyšëv, politico russo († 1773)
- 26 marzo - Giorgio Stassi, vescovo cattolico italiano († 1802)
- 27 marzo - Pygan Adams, orafo statunitense († 1776)
- 27 marzo - Claude Bourgelat, chirurgo e veterinario francese († 1779)
- 31 marzo - Nicolas-François Gillet, scultore francese († 1791)

### Aprile
- 8 aprile - Giovanni Antonio Bettoni, generale e nobile italiano († 1773)
- 22 aprile - Mattia De Mare, pittore italiano († 1773)
- 23 aprile - Devasahayam Pillai, ufficiale indiano († 1752)
- 25 aprile - Marco Forcellini, poeta, letterato e magistrato italiano († 1794)
- 29 aprile - Giuseppe Appiani, cantante castrato italiano († 1742)

### Maggio
- 5 maggio - Giovanni Battista Biroldi, organaro italiano († 1792)
- 12 maggio - Carlo Guglielmo Federico di Brandeburgo-Ansbach, nobile tedesco († 1757)
- 13 maggio - Johann Hartwig Ernst von Bernstorff, politico tedesco († 1772)
- 28 maggio - Vincent de Gournay, economista francese († 1759)

### Giugno
- 14 giugno - Sayat-Nova, poeta armeno († 1795)
- 21 giugno - Nicolò Antonio Giustinian, vescovo cattolico italiano († 1796)
- 26 giugno - Johann Andreas Silbermann, organaro tedesco († 1783)
- 28 giugno - Jean-Jacques Rousseau, filosofo, scrittore e pedagogista svizzero († 1778)

### Luglio
- 12 luglio - Francis Bernard, dirigente pubblico britannico († 1779)
- 12 luglio - Carl Heinrich von Wedel, generale e politico prussiano († 1782)
- 18 luglio - Carlo Federico di Sassonia-Meiningen, nobile tedesco († 1743)
- 19 luglio - Karl Fredrik Mennander, arcivescovo luterano svedese († 1786)
- 21 luglio - Karl von Cobenzl, diplomatico e politico austriaco († 1770)
- 25 luglio - Vincenzo Miotti, fisico e astronomo italiano († 1787)
- 31 luglio - Johann Samuel König, fisico tedesco († 1757)

### Agosto
- 12 agosto - Karl Jakob Weber, ingegnere, architetto e archeologo svizzero († 1764)
- 26 agosto - Giovanni Raggi, pittore italiano († 1793)

### Settembre
- 1º settembre - Carlo Vittorio Amedeo Ignazio delle Lanze, cardinale e arcivescovo cattolico italiano († 1784)
- 8 settembre - Giovanni Della Bona, medico italiano († 1786)
- 11 settembre - Giovanni Targioni Tozzetti, medico e naturalista italiano († 1783)
- 12 settembre - Romualdo de Sterlich, filosofo italiano († 1788)
- 15 settembre - Pierre-Simon Fournier, incisore e tipografo francese († 1768)
- 21 settembre - Stefano Raffei, filologo, numismatico e gesuita italiano († 1788)
- 26 settembre - Dominique de La Rochefoucauld, cardinale, arcivescovo cattolico e abate francese († 1800)
- 30 settembre - Paolo Massei, cardinale italiano († 1785)

### Ottobre
- 4 ottobre - Andrea Tron, politico italiano († 1785)
- 5 ottobre - Vito Antonio Conversi, pittore italiano († 1756)
- 5 ottobre - Francesco Guardi, pittore italiano († 1793)
- 8 ottobre - Alison Cockburn, poetessa scozzese († 1794)
- 14 ottobre - George Grenville, politico inglese († 1770)
- 17 ottobre - Eleonora d'Assia-Rotenburg, principessa tedesca († 1759)
- 24 ottobre - Giovanna di Holstein-Gottorp, principessa tedesca († 1760)
- 30 ottobre - Christian Wilhelm Ernst Dietrich, pittore tedesco († 1774)
- 31 ottobre - Maurizio di Anhalt-Dessau, generale prussiano († 1760)

### Novembre
- 4 novembre - Charles Louis de Marbeuf, generale e politico francese († 1786)
- 4 novembre - Charles de Fitz-James, militare francese († 1787)
- 11 novembre - Hugolín Gavlovič, presbitero e scrittore slovacco († 1787)
- 14 novembre - Paolo Francesco Antamori, cardinale e vescovo cattolico italiano († 1795)
- 14 novembre - Carlo Augusto di Baden-Durlach, principe tedesco († 1786)
- 24 novembre - Ali II ibn Husayn, sovrano tunisino († 1782)
- 25 novembre - Charles-Michel de l'Épée, presbitero e educatore francese († 1789)
- 30 novembre - Girolamo Volpi, arcivescovo cattolico italiano († 1798)

### Dicembre
- 5 dicembre - Fernando de Sousa e Silva, cardinale e patriarca cattolico portoghese († 1786)
- 11 dicembre - Francesco Algarotti, scrittore, saggista e collezionista d'arte italiano († 1764)
- 12 dicembre - Carlo Alessandro di Lorena, generale austriaco († 1780)
- 13 dicembre - Angelo Scarabello, orafo e scultore italiano († 1795)
- 22 dicembre - Troiano Spinelli, filosofo, economista e storico italiano († 1777)
- 25 dicembre - Pietro Chiari, gesuita, drammaturgo e scrittore italiano († 1785)
- 26 dicembre - Paul Hippolyte de Beauvilliers, ammiraglio francese († 1788)
- 31 dicembre - Carlo di Nassau-Usingen, nobile tedesco († 1775)

### Senza giorno specificato
- Michel Ferdinand d'Albert d'Ailly, nobile francese († 1777)
- Marie-Angélique-Memmie le Blanc,  francese († 1775)
- Conte di Saint-Germain, alchimista e avventuriero francese († 1784)
- Albert Delin, cembalaro fiammingo († 1771)
- Domenico Maggiotto, pittore italiano († 1794)
- Giulio Ferrari, poeta, scrittore e nobile italiano († 1792)
- Paolo Gamba, pittore italiano († 1782)
- Hannah Norsa, attrice teatrale e cantante inglese († 1784)
- Charles-Antoine Jombert, scrittore e editore francese († 1784)
- Johann Baptist Klauber, incisore tedesco († 1787)
- Lambert Krahe, architetto tedesco († 1790)
- Pauline Félicité de Mailly,  francese († 1741)
- Francisco Preciado de la Vega, pittore spagnolo († 1789)
- Giuseppe Scarlatti, compositore italiano († 1777)
- Michelangelo Schiavoni, pittore e incisore italiano († 1772)
- Beniamino Simoni, scultore italiano († 1787)
- Thomas Snelling, numismatico britannico († 1773)
- John Talbot, politico e magistrato inglese († 1756)
- Stefano Torelli, pittore italiano († 1784)
- Toriyama Sekien, pittore e disegnatore giapponese († 1788)
- John Tylney, II conte Tylney, nobile e politico inglese († 1784)
- Cecilia Young, soprano inglese († 1789)
- Georges-Claude Goiffon, architetto francese († 1776)

## Morti

### Gennaio
- 6 gennaio - Teresa Caterina Lubomirska, principessa polacca (n. 1685)
- 10 gennaio - John Houblon, politico e banchiere britannico (n. 1632)
- 14 gennaio - Rabia Sultan,  ottomana
- 17 gennaio - Francesco Andrea Grassi, vescovo cattolico italiano (n. 1661)
- 28 gennaio - Ferdinando Moncada Gaetani, nobile e politico italiano (n. 1646)

### Febbraio
- 2 febbraio - Martin Lister, medico, naturalista e geologo inglese
- 7 febbraio - Matthias Alban, liutaio austriaco (n. 1634)
- 9 febbraio - Giovanni Evangelista Draghi, pittore italiano (n. 1654)
- 12 febbraio - Maria Adelaide di Savoia, principessa (n. 1685)
- 18 febbraio - Luigi di Borbone-Francia, nobile francese (n. 1682)
- 22 febbraio - Nicolas de Catinat de La Fauconnerie, generale francese (n. 1637)
- 22 febbraio - Louis de Pardaillan de Gondrin, nobiluomo francese (n. 1688)
- 27 febbraio - Bahadur Shah I, sovrano indiano (n. 1643)
- 29 febbraio - Johann Conrad Peyer, anatomista svizzero (n. 1653)

### Marzo
- 2 marzo - Lorenzo Magalotti, scienziato, letterato e diplomatico italiano (n. 1637)
- 5 marzo - Giulio Savelli, III principe di Albano, principe italiano (n. 1626)
- 8 marzo - Luigi di Borbone-Francia, nobile francese (n. 1707)
- 16 marzo - Giovanni Giorgio di Sassonia-Weissenfels, duca (n. 1677)
- 28 marzo - Jan van der Heyden, pittore olandese (n. 1637)

### Aprile
- 5 aprile - Jan Luyken, poeta, pittore e incisore olandese (n. 1649)
- 9 aprile - Giuseppe Archinto, cardinale e arcivescovo cattolico italiano (n. 1651)
- 11 aprile - Richard Simon, teologo e biblista francese (n. 1638)
- 18 aprile - Luisa Maria Teresa Stuart, principessa (n. 1692)
- 23 aprile - Lambert Chaumont, compositore e organista belga
- 29 aprile - Juan Cabanilles, organista e compositore spagnolo (n. 1644)
- 30 aprile - Philipp van Limborch, teologo olandese (n. 1633)

### Maggio
- 5 maggio - Heinrich Hinsch, librettista tedesco (n. 1650)
- 8 maggio - Gatien de Courtilz de Sandras, scrittore francese (n. 1644)
- 10 maggio - John Lyon, IV conte di Strathmore e Kinghorne, nobile scozzese (n. 1663)
- 10 maggio - Andrea Santacroce, cardinale e arcivescovo cattolico italiano (n. 1655)
- 20 maggio - Cristiano Ernesto di Brandeburgo-Bayreuth, nobile tedesco (n. 1644)
- 25 maggio - Francesco Maria Imperiale Lercari, doge (n. 1629)
- 30 maggio - Andrea Lanzani, pittore italiano (n. 1641)

### Giugno
- 2 giugno - Giovanni Francesco Bagnoli, pittore italiano (n. 1678)
- 11 giugno - Luigi Giuseppe di Borbone-Vendôme, nobile e generale francese (n. 1654)
- 12 giugno - Alessandro Guidi, poeta e drammaturgo italiano (n. 1650)
- 16 giugno - Giovanni Adamo I del Liechtenstein, principe austriaco (n. 1657)
- 30 giugno - Guglielmina Cristiana di Sassonia-Weimar, nobile tedesca (n. 1658)
- 30 giugno - Rannuzio Pallavicino, cardinale e scrittore italiano (n. 1633)

### Luglio
- 9 luglio - Gabriel Revel, pittore francese (n. 1642)
- 12 luglio - Nicolò Bon, numismatico italiano (n. 1635)
- 12 luglio - Richard Cromwell, politico inglese (n. 1626)
- 13 luglio - Isaac de Porthau, abate, militare e agente segreto francese (n. 1617)
- 26 luglio - Thomas Osborne, I duca di Leeds, nobile e politico inglese (n. 1632)

### Agosto
- 7 agosto - Friedrich Wilhelm Zachow, compositore tedesco (n. 1663)
- 11 agosto - Maddalena Sibilla d'Assia-Darmstadt, nobile tedesca (n. 1652)
- 18 agosto - Richard Savage, IV conte Rivers, nobile, militare e politico inglese (n. 1654)
- 22 agosto - Sofia Maria d'Assia-Darmstadt, nobile (n. 1661)
- 24 agosto - François de Rohan, nobile francese (n. 1630)
- 26 agosto - Sebastian Anton Scherer, compositore e organista tedesco (n. 1631)
- 29 agosto - Gregory King, genealogista e statistico britannico (n. 1648)

### Settembre
- 4 settembre - Francesco Moneti, francescano, astronomo e letterato italiano (n. 1635)
- 14 settembre - Giovanni Cassini, matematico, astronomo e ingegnere italiano (n. 1625)
- 15 settembre - Sidney Godolphin, I conte di Godolphin, nobile e politico britannico (n. 1645)

### Ottobre
- 4 ottobre - Filippo Reinardo di Hanau-Münzenberg, conte tedesco (n. 1664)
- 10 ottobre - Federico Sforza di Santa Fiora, I principe di Genzano, principe italiano (n. 1651)
- 21 ottobre - Johann Philipp von Lamberg, cardinale e vescovo cattolico austriaco (n. 1652)

### Novembre
- 2 novembre - Franz Joseph von Lamberg, politico austriaco (n. 1638)
- 5 novembre - Gabrio Giuseppe Serbelloni, I duca di San Gabrio, militare, politico e duca italiano (n. 1635)
- 12 novembre - Tokugawa Ienobu, militare giapponese (n. 1662)
- 12 novembre - Domingo de Andrade, architetto spagnolo (n. 1639)
- 15 novembre - James Hamilton, IV duca di Hamilton, nobile, politico e generale scozzese (n. 1658)
- 19 novembre - Wolfgang Carl Briegel, musicista e compositore tedesco (n. 1626)
- 21 novembre - Ercole Visconti, arcivescovo cattolico e diplomatico italiano (n. 1645)
- 25 novembre - Maria Arcangela Biondini, religiosa italiana (n. 1641)
- 26 novembre - Pier Dandini, pittore italiano (n. 1646)

### Dicembre
- 6 dicembre - Gio Paolo Bombarda, musicista italiano
- 27 dicembre - Giovanni Antonio de Groot, pittore italiano (n. 1664)

### Senza giorno specificato
- Danila Jakovlevič Ancyferov, esploratore russo
- Juan de Araujo, compositore spagnolo (n. 1646)
- Gian Bernardo Capreoli, vescovo cattolico italiano (n. 1642)
- Andrea Celesti, pittore italiano (n. 1637)
- Dupont detto Pointié, pittore fiammingo (n. 1660)
- Giovanni Maria Fontana, architetto svizzero (n. 1670)
- Manuel Godinho, missionario portoghese (n. 1630)
- Nehemiah Grew, botanico inglese (n. 1641)
- Francisco Ibáñez de Peralta, generale spagnolo (n. 1644)
- Edward Kynaston, attore teatrale inglese (n. 1640)
- John Marshall, ottico inglese (n. 1663)
- Federigo Meninni, medico e poeta italiano (n. 1636)
- Dudleya North, orientalista e linguista inglese (n. 1675)
- Michele Arcangelo Palloni, pittore italiano (n. 1642)
- Jakov Permjakov, marinaio, esploratore e mercante russo
- Guy Tachard, missionario, gesuita e matematico francese (n. 1651)
- Merkurij Vagin, esploratore russo
- Giovanni Francesco Vigani, chimico italiano (n. 1650)
- Baltacı Mehmed Pascià, politico e militare ottomano (n. 1652)

## Calendario
| Calendario 1712 | Calendario 1712 | Calendario 1712 | Calendario 1712 | Calendario 1712 | Calendario 1712 | Calendario 1712 | Calendario 1712 | Calendario 1712 | Calendario 1712 | Calendario 1712 | Calendario 1712 | Calendario 1712 | Calendario 1712 | Calendario 1712 | Calendario 1712 | Calendario 1712 | Calendario 1712 | Calendario 1712 | Calendario 1712 | Calendario 1712 | Calendario 1712 | Calendario 1712 | Calendario 1712 | Calendario 1712 | Calendario 1712 | Calendario 1712 | Calendario 1712 | Calendario 1712 | Calendario 1712 | Calendario 1712 | Calendario 1712 | Calendario 1712 |
| --------------- | --------------- | --------------- | --------------- | --------------- | --------------- | --------------- | --------------- | --------------- | --------------- | --------------- | --------------- | --------------- | --------------- | --------------- | --------------- | --------------- | --------------- | --------------- | --------------- | --------------- | --------------- | --------------- | --------------- | --------------- | --------------- | --------------- | --------------- | --------------- | --------------- | --------------- | --------------- | --------------- |
|                 | 1               | 2               | 3               | 4               | 5               | 6               | 7               | 8               | 9               | 10              | 11              | 12              | 13              | 14              | 15              | 16              | 17              | 18              | 19              | 20              | 21              | 22              | 23              | 24              | 25              | 26              | 27              | 28              | 29              | 30              | 31              |                 |
| Gennaio         | Ve              | Sa              | Do              | Lu              | Ma              | Me              | Gi              | Ve              | Sa              | Do              | Lu              | Ma              | Me              | Gi              | Ve              | Sa              | Do              | Lu              | Ma              | Me              | Gi              | Ve              | Sa              | Do              | Lu              | Ma              | Me              | Gi              | Ve              | Sa              | Do              |                 |
| Febbraio        | Lu              | Ma              | Me              | Gi              | Ve              | Sa              | Do              | Lu              | Ma              | Me              | Gi              | Ve              | Sa              | Do              | Lu              | Ma              | Me              | Gi              | Ve              | Sa              | Do              | Lu              | Ma              | Me              | Gi              | Ve              | Sa              | Do              | Lu              |                 |                 |                 |
| Marzo           | Ma              | Me              | Gi              | Ve              | Sa              | Do              | Lu              | Ma              | Me              | Gi              | Ve              | Sa              | Do              | Lu              | Ma              | Me              | Gi              | Ve              | Sa              | Do              | Lu              | Ma              | Me              | Gi              | Ve              | Sa              | Do              | Lu              | Ma              | Me              | Gi              |                 |
| Aprile          | Ve              | Sa              | Do              | Lu              | Ma              | Me              | Gi              | Ve              | Sa              | Do              | Lu              | Ma              | Me              | Gi              | Ve              | Sa              | Do              | Lu              | Ma              | Me              | Gi              | Ve              | Sa              | Do              | Lu              | Ma              | Me              | Gi              | Ve              | Sa              |                 |                 |
| Maggio          | Do              | Lu              | Ma              | Me              | Gi              | Ve              | Sa              | Do              | Lu              | Ma              | Me              | Gi              | Ve              | Sa              | Do              | Lu              | Ma              | Me              | Gi              | Ve              | Sa              | Do              | Lu              | Ma              | Me              | Gi              | Ve              | Sa              | Do              | Lu              | Ma              |                 |
| Giugno          | Me              | Gi              | Ve              | Sa              | Do              | Lu              | Ma              | Me              | Gi              | Ve              | Sa              | Do              | Lu              | Ma              | Me              | Gi              | Ve              | Sa              | Do              | Lu              | Ma              | Me              | Gi              | Ve              | Sa              | Do              | Lu              | Ma              | Me              | Gi              |                 |                 |
| Luglio          | Ve              | Sa              | Do              | Lu              | Ma              | Me              | Gi              | Ve              | Sa              | Do              | Lu              | Ma              | Me              | Gi              | Ve              | Sa              | Do              | Lu              | Ma              | Me              | Gi              | Ve              | Sa              | Do              | Lu              | Ma              | Me              | Gi              | Ve              | Sa              | Do              |                 |
| Agosto          | Lu              | Ma              | Me              | Gi              | Ve              | Sa              | Do              | Lu              | Ma              | Me              | Gi              | Ve              | Sa              | Do              | Lu              | Ma              | Me              | Gi              | Ve              | Sa              | Do              | Lu              | Ma              | Me              | Gi              | Ve              | Sa              | Do              | Lu              | Ma              | Me              |                 |
| Settembre       | Gi              | Ve              | Sa              | Do              | Lu              | Ma              | Me              | Gi              | Ve              | Sa              | Do              | Lu              | Ma              | Me              | Gi              | Ve              | Sa              | Do              | Lu              | Ma              | Me              | Gi              | Ve              | Sa              | Do              | Lu              | Ma              | Me              | Gi              | Ve              |                 |                 |
| Ottobre         | Sa              | Do              | Lu              | Ma              | Me              | Gi              | Ve              | Sa              | Do              | Lu              | Ma              | Me              | Gi              | Ve              | Sa              | Do              | Lu              | Ma              | Me              | Gi              | Ve              | Sa              | Do              | Lu              | Ma              | Me              | Gi              | Ve              | Sa              | Do              | Lu              |                 |
| Novembre        | Ma              | Me              | Gi              | Ve              | Sa              | Do              | Lu              | Ma              | Me              | Gi              | Ve              | Sa              | Do              | Lu              | Ma              | Me              | Gi              | Ve              | Sa              | Do              | Lu              | Ma              | Me              | Gi              | Ve              | Sa              | Do              | Lu              | Ma              | Me              |                 |                 |
| Dicembre        | Gi              | Ve              | Sa              | Do              | Lu              | Ma              | Me              | Gi              | Ve              | Sa              | Do              | Lu              | Ma              | Me              | Gi              | Ve              | Sa              | Do              | Lu              | Ma              | Me              | Gi              | Ve              | Sa              | Do              | Lu              | Ma              | Me              | Gi              | Ve              | Sa              |                 |